# Lipotriches modesta
Lipotriches modesta is een vliesvleugelig insect uit de familie Halictidae. De wetenschappelijke naam van de soort is voor het eerst geldig gepubliceerd in 1862 door Smith.